# Lewin Kłodzki
Lewin Kłodzki (Duits: Lewin, 1939-1945 Hummelstadt) is een dorp in de Poolse woiwodschap Neder-Silezië. De plaats maakt deel uit van de gemeente Lewin Kłodzki en telt 1200 inwoners.

## Verkeer en vervoer
- Station Lewin Kłodzki

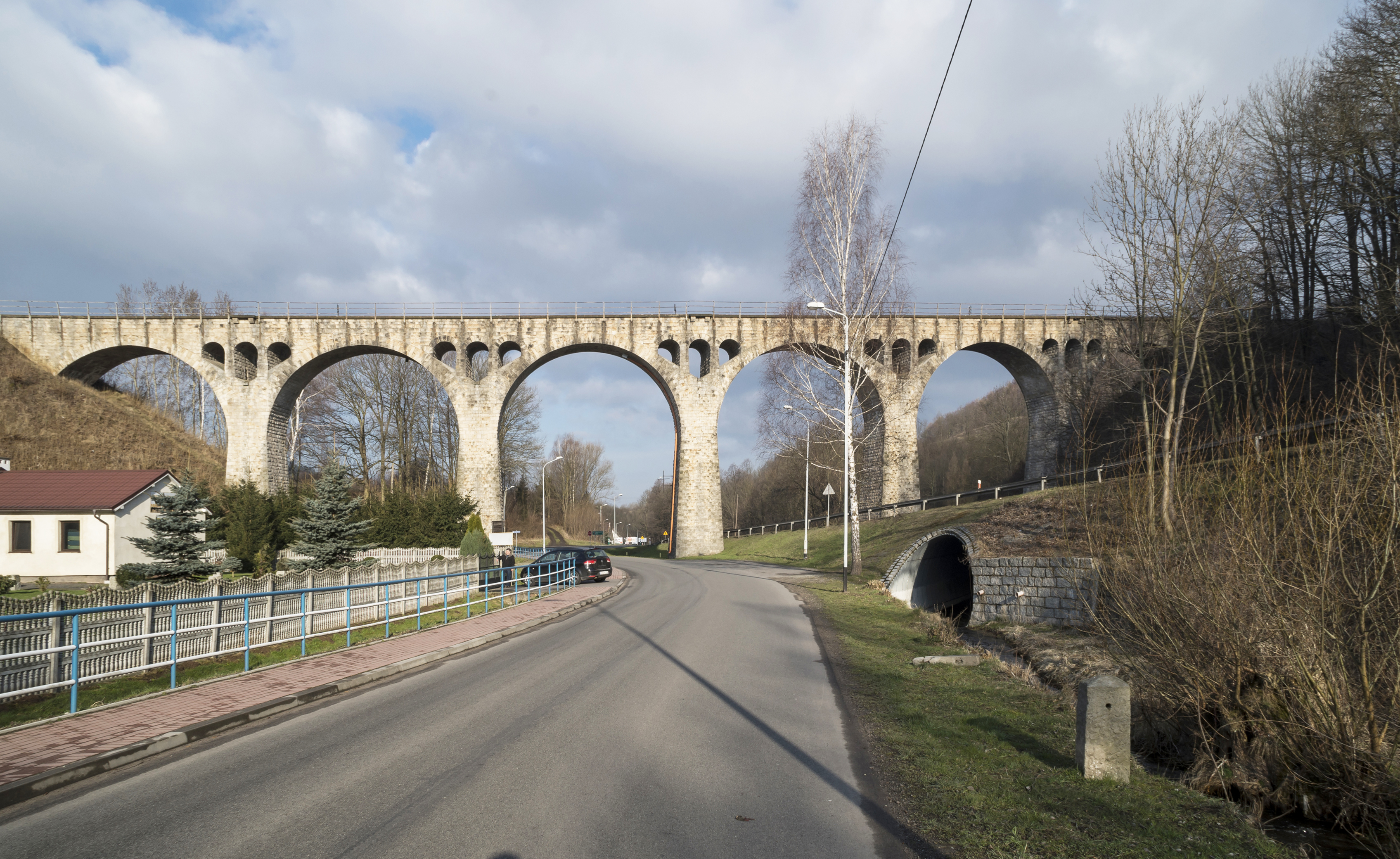
Viaduct in Lewin Kłodzki
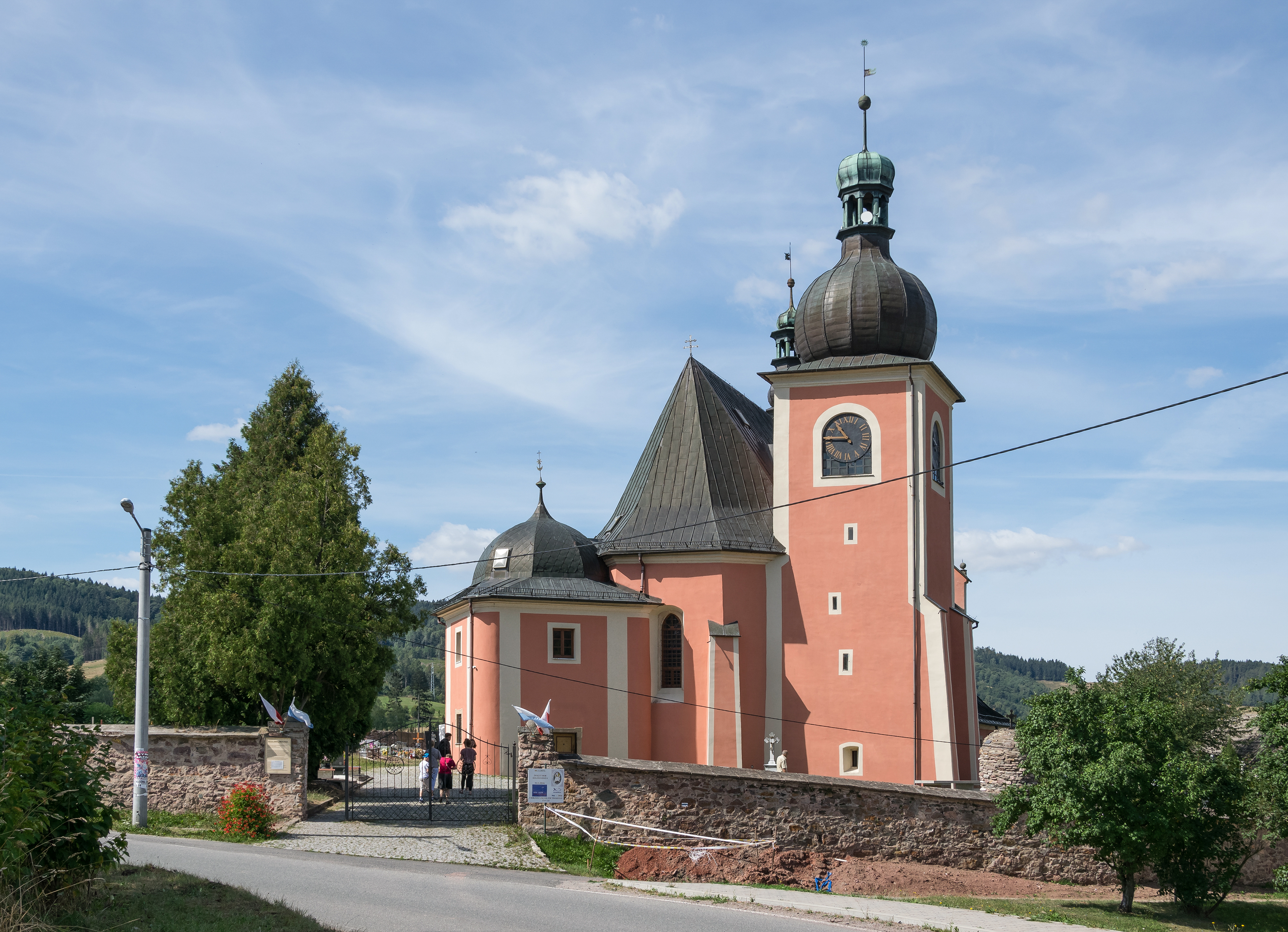
Kerk in Lewin Kłodzki